# Maite Andreu
María Teresa Andreu Rodríguez va nàixer el 26 de gener de 1971 a Almoradí, Alacant. És una ex-jugadora d'handbol, coneguda com a Maite Andreu. Va competir en els Jocs Olímpics d'Estiu de 2004, aconseguint el sisé lloc per a Espanya. Va aconseguir 12 títols nacionals i, a més, és una de les poques jugadores espanyoles que poden presumir de tenir una Copa d'Europa en les seves vitrines.

## Trajectòria
Esportista professional des de 1989 fins a 2006, va iniciar la seva carrera com a jugadora d'handbol en el Club Handbol Almoradí, en 1983, on va continuar fins a 1989, any que va signar pel UNASYR de Divisió d'Honor. D'aquí va passar al Club Amadeo Tortajada, on va participar una temporada tan sols i va jugar els següents sis anys amb el Club Mar València. Va tornar a jugar altres 6 anys emb el Ferrobús, i va finalitzar la seva carrera esportiva en l'Astroc Sagunt.

### Palmarès
- Campiona d'Europa de Clubs: 1996–1997
- Campiona de la Recopa de Clubs: 1999–2000
- 5 campionats de Lliga
- 3 Supercopas d'Espanya
- 1 Copa ABF
- 1 Supercopa d'Europa
- 3 Copes de la Generalidat Valenciana

### Distincions individuals
- Millor jugadora de la Copa de la Reina en 2003[4]

## Selecció Espanyola
Amb aquesta selecció d'handbol va jugar els Jocs Olímpics d'Estiu de 2004, aconseguint un diploma olímpic en acabar sisena. A més, va ser internacional absoluta en 80 ocasions, marcant un total de 229 gols amb les guerreres. D'altra banda, va aconseguir la medalla de plata dels Jocs del Mediterrani en 2002.
En el seu primer partit amb la selecció en 1996, davant la selecció noruega, va anotar 4 punts. El seu últim partit va ser també contra la selecció noruega en la trobada pel 5.º posat dels Jocs Olímpics d'Atenes 2004.

## Homenatges
En 2013 l'Ajuntament d'Almoradí li va concedir la Medalla d'Or al mèrit esportiu. A més es va aprovar el posar un carrer amb el seu nom (encara que finalment no es va realitzar). No obstant això, l'any 2016 li van posar al pavelló del poliesportiu municipal el seu nom.
També va rebre edalla i insígnia de Bronze de la Real Federació Espanyola d'Handbol en 2001.